# Thomas Erpynham
Thomas Erpynham lub Erpinham, (ur. 1357, zm. 27 czerwca 1428 w Norwich) – angielski żołnierzy upamiętniony przez Williama Shakespeare’a w Henryku V. Brał udział w walkach we Francji (wojna stuletnia), Hiszpanii, Szkocji i Prusach.

## Życiorys
Jego pierwszą kampanią wojenną był udział w wyprawie Czarnego Księcia na Akwitanię w 1368 r. W 1380 r. był giermkiem księcia Lancaster podczas jego wyprawy na Półwysep Iberyjski. Został tam przez księcia pasowany na rycerza. W 1385 r. brał udział w wyprawie króla Ryszarda II na Szkocję oraz w walkach z księciem Bretanii Janem V. W 1386 r. ponownie walczył w Hiszpanii. W 1391 r. razem z synem Lancastera, Henrykiem, hrabią Derby, brał udział w wyprawie do Prus. Później udał się z pielgrzymką do Ziemi Świętej.
Kiedy Henryk stracił łaski króla i udał się w 1398 r. na wygnanie Erpynham mu towarzyszył. Jego włości zostały z tego powodu skonfiskowane przez Ryszarda. Henryk i Erpynham powrócili w lipcu 1399 r., pojmali króla Ryszarda i doprowadzili do usunięcia go z tronu. Nowy król, Henryk IV, nadał Erpynhamowi urzędy konstabla zamku Dover i lorda strażnika Pięciu Portów. W 1400 r. Erpynham wziął udział w wyprawie na Szkotów. W 1401 został kawalerem Orderu Podwiązki i członkiem Tajnej Rady.
Erpynham służył wiernie Henrykowi IV, a później jego synowi Henrykowi V. Brał udział w wyprawie Henryka V na Francję w 1415 r. W bitwie pod Azincourt dowodził oddziałem łuczników i walnie przyczynił się do końcowego zwycięstwa Anglików.
Był żonaty z Joan Clopton, ale nie doczekał się potomstwa. Zmarł w 1428 i został pochowany w prezbiterium katedry w Norwich w hrabstwie Norfolk. W mieście tym Erpynham ufundował bramę do katedry w 1420 nazwaną jego imieniem.
Postać Thomasa Erpynhama pojawia się w sztuce Shakespeare’a Henryk V oraz w jej filmowych adaptacjach. W wersji z 1944 r. w reżyserii Laurence’a Oliviera w postać Erpynhama wcielił się Morland Graham. W wersji z 1989 r. w reżyserii Kennetha Branagha w postać Erpynhama wcielił się Edward Jewesbury.